# Leonid Kinskey
Leonid Kinskey (São Petersburgo, 18 de abril de 1903 - Fountain Hills, 8 de setembro de 1998) foi ator russo radicado nos Estados Unidos. Ele é mais conhecido por seu papel como Sascha no filme Casablanca (1942). Kinskey apareceu em mais de 30 filmes, incluindo Diabo a Quatro (1933), Os Miseráveis (1933), Argélia (1938), A Vida de Vernon e Irene Castle (1939), Romance dos Sete Mares (1944), Monsieur Beaucaire (1946) e O Homem do Braço de Ouro (1955).